# Calliapaguropinae
Calliapaguropinae is een onderfamilie van kreeftachtigen uit de klasse van de Malacostraca (hogere kreeftachtigen).

## Geslacht
- Calliapagurops de Saint Laurent, 1973